# كريستوفر ليويلين سميث
كريستوفر ليويلين سميث (بالإنجليزية: Christopher Llewellyn Smith)‏ هو فيزيائي بريطاني، ولد في 19 نوفمبر 1942.

## وصلات خارجية
- الموقع الرسمي